# Деятельность ОУН в Одесской области
Деятельность Организации украинских националистов (ОУН) в Одесской области (укр. Діяльність ОУН на Одещині) осуществлялась в 1940-х и 1950-х годах.

## Предыстория
Одесса, как очень важный и стратегический город на берегу Черного моря, безусловно интересовал украинских националистов. По некоторым данным в течение 1941-1944 годов на территории Транснистрии через националистическое подполье прошло не менее тысячи человек. С началом войны между Германией и Советским Союзом, ОУН (б) и ОУН (м) отправили на юг Украины, тогдашнюю область Румынии — Транснистрию, походные группы, целью которых было создание подпольной сети в южных областях. Южные регионы подчинялись Проводу Южных Украинский Земель (ПвУЗ), центр которого находился в Днепропетровске. Руководителем ПвУЗ был назначен Зиновий Матла.

## Деятельность ОУН под немецко-румынской оккупацией

### ОУН-Б
В конце октября 1941 года в город прибыла Южная «походная группа» Организации украинских националистов. Члены ОУН создали подпольную типографию и занимались антирумынской агитацией среди студентов и интеллигенции. В области было создано 5 окружных проводов, которые образовывали Одесский областной провод. Основной задачей окружных проводов было привлечение местного населения к борьбе, и создание из них местных ячеек ОУН. Такая деятельность вызвала жёсткие репрессии румынской власти, из-за чего областной провод понёс значительные потери. В условиях строгой конспирации, большинство членов окружных проводов вынуждены были перебраться в Одессу.

Подробная карта административно-территориального деления Губернаторства Транснистрия

Впоследствии, вместо окружных были созданы районные провода. Организация расширялась. Например, в некоторых подпольных «районах» оуновские ячейки были созданы в большинстве украинских сёл. Это Голтский, Березовский, Ананьевский и Балтский районы. Устанавливается постоянная связь с краевым проводом. В начале деятельности в Одесской области, подпольщики не имели стабильной связи. К концу 1941 года через Николаев была установлена постоянную связь с Днепропетровском, а позже через Вознесенск — Кривой Рог. Контакты с Главным руководством в Галичине осуществлялись по линии Одесса — Жмеринка. Тогда же в Одессу прибыл для руководства областным руководством Тарас Семчишин.
Сразу по налаживании организаций подпольной работы, началась агитационная деятельность среди местного населения. И работа местных ячеек ОУН была рассчитана преимущественно на учителей и интеллигентов. Основными пропагандистскими органами подполья были газета «Известия из Винницы» и винницкие радиостанции. Дальнейшему расширению подпольной сети способствовала оккупационная политика румын. Последние отсылали в Транснистрию представителей всех нежелательных национальностей: цыган, евреев, русских и других. После прихода румынской власти в Одессе, украинская националистическая община города обратилась к оккупационной администрации, пытаясь договориться и установить контакт. Однако румыны отдали предпочтение  белогвардейцам. Последние часто вели откровенно антиукраинскую политику. При их содействии румынские власти отдали приказ бороться не только против коммунистов, но и против украинского националистического движения. Основателем украинского националистического подполья в Одессе считается Степан Бондарчук, директор украинского драматического театра. Одним из руководителей одесской ячейки ОУН был Виктор Лисовский, который активно распространял среди румынских солдат антигитлеровские настроения. Ещё одним довольно выдающимся деятелем провода ОУН был Семён Караванский, студент Одесского королевского румынского университета. Он активно вербовал новых членов ОУН из числа студентов. Оуновский центр в университете составили Яков Перебийнис, Павел Наниев, Пётр Горох, В. Непомнящий, Виктор Пеньков, Розалия Гавдзинская, Олег Легкий, Михаил Гдешинский, Нина Доконт, Таисия Дубинская, и Коваль Николай, о чём свидетельствуют материалы НКВД от 1944 года. Но этот центр не был моноэтничным. Некоторые из них называли себя молдаванами, русскими и т.д., писали и говорили по-русски. Большинство из них вышли из семей интеллигентов и мелких служащих. После восстановления советской власти большинство людей из студенческого подполья было схвачено и казнено. Некоторые начали давать показания, чем спасли себе жизнь, отделавшись лишь лагерями.
В январе-феврале 1942 года восстановленное оуновское подполья заработало с новой силой, чем вызвало особое беспокойство румын. Имела место практика привлечения чиновников оккупационной администрации и устранения украинцев, не входящих ОУН для того чтобы заменить их на верных людей. Обеспокоенный такой активностью националистического движения в Транснистрии, Ион Антонеску приказал с особым вниманием следить за развитием событий и, в случае необходимости, жёстко наказывать деятелей подполья.
С созданием Украинской повстанческой армии на территории Одесской области была обустроена подпольная типография, куратором работы которой был непосредственно областной проводник Семчишин. Здесь печатались как издание местного подполья («За державність», «Черноморский вестник»), так и Провода ОУН-р Южноукраинских земель («Молодая Украина»).
Не последнюю роль в деятельности одесских оуновцев играла военная деятельность. Руководителем соответствующей референтуры Мефодием Павлишиным был создан мобилизационный штаб УПА, к которому, в частности, привлечены бывший лейтенант Красной армии Никульский и бывший поручик царской армии Брижицкий. Задача сотрудников штаба заключалась в привлечении в отделы УПА молодёжи и бывших старшин царской и красной армий и УНР.
Для нужд повстанческих отделов, которые действовали на западноукраинских землях, областной провод отправил значительное количество медикаментов (йод, хинин, аспирин, стрептоцид, перевязочные материалы и т.п.).
Развернув широкую антинемецкую вооружённую борьбу в начале 1943 г. на Волыни и южном Полесье подполья ОУН(б) и УПА были вынуждены перейти также к противостоянию с румынскими войскам и карательно-репрессивными органами на оккупированных украинских территориях Северной Буковины, Бессарабии и Транснистрии, рассматривая эту страну в качестве союзника гитлеровской Германии. Но заметных вооружённых нападений и диверсионных акций в отношении румынских оккупантов в Одессе и Одесской области со стороны украинских националистов не было. Противостояние носило в основном агитационный и пропагандистский характер, что объясняется небольшой численностью областных организаций, недостаточностью поддержки местного населения. Как исключение может служить формирование отряда УПА в Винницкой области в декабре 1943, который действовал на севере Одесской области, но вскоре после создания был разбит. Местные подпольщики избегали прямых столкновений с оккупантами, но при необходимости могли и открыть огонь. Для выполнения поставленных задач подпольщики часто легализировались, устраиваясь работать на административные должности оккупантов.
Конец 1943 года ознаменовался переменами в тактике ОУН и УПА в отношении стран Оси, поскольку главным врагом рассматривалась приближающаяся Красная Армия и советские партизаны. В октябре 1943 года в Одессе представитель провода ОУН в Транснистрии Лука Павлишин и его заместитель Тимофей Семчишин связались с начальством центра №3 ССИ полковником Пержу и капитаном Аргиром, сообщившим о принципиальном согласии Бухареста на переговоры с националистами. Тогда же достигли договорённости о прекращении боевых действий.
17-18 марта 1944 в Кишиневе состоялись официальные переговоры между представителями ОУН (б) и Румынии. На них юридический консультант румынского МИД Д. Баранчи заявил, что Бухарест будет готов отречься от своих имперских прав на Транснистрию с Одессой взамен за что потребовал к ОУН сделать аналогичный шаг в отношении Северной Буковины и Бессарабии.

### ОУН (м)
Одесское подполье ОУН, руководимой Андреем Мельником, попало в ловушку советских спецслужб в первые дни своего существования. В январе 1942 в Киеве в организации был привлечен Федор Крикун, получивший псевдоним «Морской» и был назначен областным проводником на Одессу. Привлечение к ОУН Крикун начал в кругу ближайшего окружения. Но лицо, которое было привлечено ним первым оказалось агентом НКВД «Гусевым». Этот агент был назначен Крикуном на должность руководителя городского провода ОУН в Одессе под псевдонимом «Седой-Стар».
В рамках работы по налаживанию деятельности ОУН по области, Федор Крикун создал кооператив для чиновников одесского муниципалитета. Во главе кооператива, опять же, оказался «Гусев». К новой организации набирались люди из среды ОУН, а поездки на заготовку продуктов использовались для создания ячеек подполья. В частности, таким образом удалось организовать малочисленные звена в Ширяевском, Кривоозерском и Одесском пригородном районах.
По возвращении советской власти вычислить подполья, учитывая наличие агента на руководящей должности, было нетрудно. На 28 членов ОУН было заведено агентурное дело. Было арестовано 16 мельниковцев, 7 находились в розыске, еще 5 активно перевербовывались. Среди арестованных был и проводник Федор Крикун.

## Деятельность против Советской власти
Вполне осознавая опасность от деятельности украинских националистов в Одессе и области, советские спецслужбы проводили противооуновскую деятельность ещё во время румынской и немецкой оккупации. В областном центре были созданы 2 советские резидентуры в составе 12 агентов, часть из которых работала по линии националистического подполья.
Активизировалась эта деятельность после возвращения советской власти. В результате проведения агентурно-следственных мероприятий, члены ОУН были обнаружены среди студентов университета, консервного и медицинского институтов, морского, дорожного и пищевого техникумов, стоматологической школы, а также среди педагогического состава учебных заведений, артистов Украинского театра им. Шевченко, работников порта, ряда промышленных предприятий и тому подобное. На периферии основной базой для подполья стали молодёжь, учителя и бывшие участники Украинской революции.
На территории Одессы по состоянию на середину 1945 года, в результате агентурно-оперативной работы было установлено 73 лица, принадлежащих к подполью ОУН-р, из них 45 были арестованы, 25 — объявлены в розыск. В активной разработке находились трое: жена Семчишина Таисия Захарова («Лена»), научный сотрудник Археологического музея Теофил Згоральский и бухгалтер районного жилуправления, участница походной группы Ирина Шумская.
На периферии сотрудникам одесского НКГБ были обнаружены ячейки ОУН в следующих районах: Голованевском (Кировоградская область), Первомайском, Ширяевском, Балтском, Ананьевском, Грушковском (с 1949 года центр района перенесён в г. Ульяновка, Кировоградская область), Андре-Ивановском (теперь - Николаевском), Любашевском, Мостовском (теперь населенный пункт Доманевского района Николаевской области) и собственно Домановском.
В общем, на периферии, на середину лета 1945 года было выявлено 88 членов ОУН-Б, из них было арестовано 35.
В конце 1940-х в Одессе лечиться и отдыхать позволял себе один из самых разыскиваемых в СССР, Главный командир УПА Роман Шухевич.